# La Frasnée
La Frasnée település Franciaországban, Jura megyében. Lakosainak száma 40 fő (2022. január 1.). La Frasnée Cogna, Châtel-de-Joux, Clairvaux-les-Lacs, Hautecour és Saint-Maurice-Crillat községekkel határos.

## Népesség
A település népességének változása:
| Lakosok száma | 51   | 47   | 39   | 40   | 36   | 37   | 39   | 39   | 39   | 40   |
|               | 1968 | 1982 | 1990 | 2006 | 2013 | 2015 | 2017 | 2019 | 2020 | 2022 |